# Alaun de potasiu
Alaunul de potasiu sau sulfatul de aluminiu și potasiu este un compus anorganic, fiind o sare dublă sulfat a potasiului și¸aluminiului, cu formula chimică KAl(SO4)2. Este adesea întâlnit sub formă dodecahidratată, KAl(SO4)2·12H2O. Cristalizează în sistemul octaedric în soluție neutră și prezintă o structură cubică în soluție alcalină, aparținând grupului spațial P a -3 și având o lungime de rețea de 12,18 Å. Este unul dintre cei mai importanți reprezentanți din clasa alaunilor, uneori fiind mai simplu denumit alaun.
Alaunul de potasiu este utilizat frecvent pentru purificarea apei, tăbăcirea pieilor, în colorare, 
și în praful de copt, având numărul E E522. De asemenea, este utilizat ca antihemoragic în tăieturi minore cauzate de ras.